# Distretto di Havran
Il distretto di Havran (in turco: Havran ilçesi) è un distretto della Turchia nella Provincia di Balıkesir con 28.060 abitanti (dato 2012) dei quali 11.001 urbani e 17.059 rurali 
Il capoluogo è la città di Havran.

## Geografia antropica

### Suddivisioni amministrative
Il distretto è suddiviso in 2 comuni (Belediye) e 25 villaggi (Köy)